# Avro F.C.
Câu lạc bộ bóng đá Avro là một câu lạc bộ bóng đá có trụ sở tại khu vực Limeside của Oldham, Đại Manchester. Đội hiện đang là thành viên của  Northern Premier League Division One West và thi đấu tại Sân vận động Whitebank.

## Lịch sử
Câu lạc bộ được thành lập năm 1936 tại nhà máy Failsworth của hãng sản xuất máy bay Avro của An. Đội đã giành được Manchester County Cup vào các mùa giải 1939-40 và 1940-41, trước khi gia nhập Manchester League vào năm 1954. Câu lạc bộ đã giành được Manchester County Cup một lần nữa vào mùa giải 1955-56, nhưng đứng cuối bảng vào các mùa giải 1956-57 và 1957-58. Sau khi xếp cuối Division One vào mùa giải 1963-64, Avro rời giải đấu. Họ tái gia nhập giải đấu vào năm 1987, bước vào Division One, giờ là hạng hai bên dưới Premier Division. Mùa giải đầu tiên của câu lạc bộ trở lại giải đấu đã chứng kiến họ giành được Manchester County Cup lần thứ tư.
Avro vô địch Division One vào mùa giải 1988-89, được thăng hạng lên Premier Division. Tuy nhiên, sau khi xếp cuối Premier Division mùa giải 1991-92, câu lạc bộ đã phải xuống hạng trở lại Division One. Một chiến thắng khác của Manchester County Cup tiếp theo vào mùa giải 1993-94. Đội là Á quân của Division One năm 1994-95, nhưng sau đó rời giải. Câu lạc bộ trở lại Division One vào năm 1998, và vô địch vào mùa giải 2003-04, giành quyền thăng hạng trở lại Premier Division. Vào mùa giải 2006-07, họ xếp cuối bảng và bị xuống hạng ở Hạng nhất, nhưng câu lạc bộ đã là Á quân của Division One vào mùa giải sau đó, đảm bảo suất thăng hạng ngay lập tức trở lại Premier Division. Trong mùa giải 2009-10, họ đã giành được chức vô địch Premier Division lần đầu tiên, bảo vệ thành công danh hiệu này vào mùa giải tiếp theo.
Sau khi vô địch Premier Division lần thứ ba trong mùa giải 2017-18, Avro được thăng hạng lên Division One North của North West Counties League. Mùa giải đầu tiên ở giải hạng này chứng kiến đội về đích với tư cách á quân, được thăng hạng lên Premier Division.

## Sân vận động
Ban đầu câu lạc bộ chơi tại Lancaster Club. Tuy nhiên, sau khi Hội đồng Oldham công bố kế hoạch sử dụng địa điểm này để làm nhà ở, câu lạc bộ đã chuyển đến Sân vận động Whitebank vào năm 2017. Như một phần của việc di chuyển, sân được tái phát triển, với một sân nhân tạo mới và dàn đèn.

## Danh hiệu
- Manchester League
  - Vô địch Premier Division 2009-10, 2010-11, 2017-18
  - Vô địch Division One 1988-89, 2003-04
- Manchester County Cup
  - Vô địch 1939-40, 1940-41, 1955-56, 1987-88, 1993-94, 2008-09, 2010-11, 2011-12, 2014-15, 2017-18[2]

## Kỉ lục
- Thành tích tốt nhất tại FA Vase: Vòng Ba, 2018-19
- Kỉ lục số khán giả: 287 với Wythenshawe Amateurs, Manchester League, 20 tháng 1 năm 2018[2]